# Augusto Batioja
Augusto Alexi Quintero Batioja (ur. 4 maja 1990 w Guayaquil) – ekwadorski piłkarz występujący na pozycji skrzydłowego, ofensywnego pomocnika lub napastnika, od 2018 roku zawodnik czeskiej Viktorii Žižkov.